# Трогон філіпінський

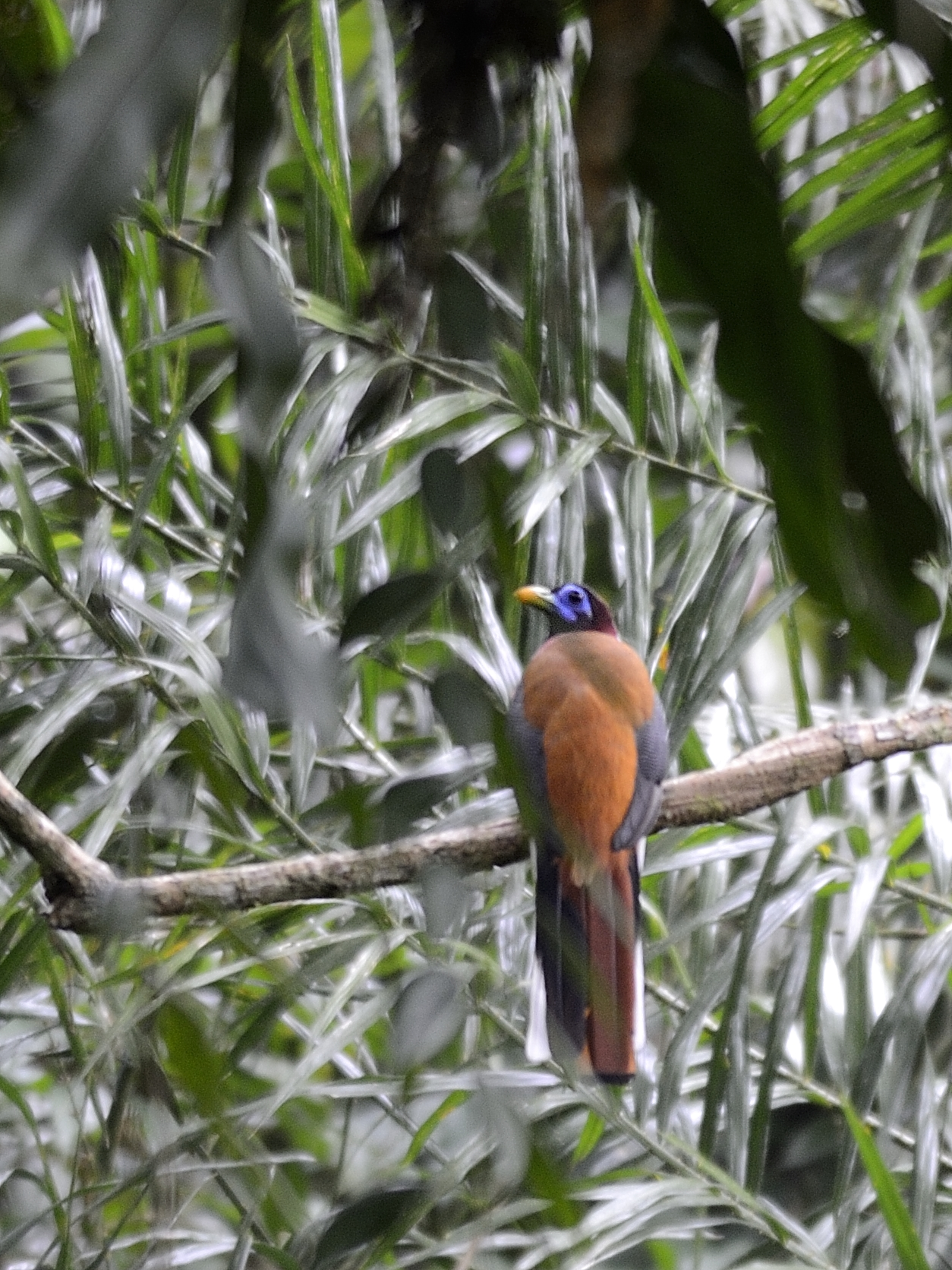
Трогон філіпінський

Трогон філіпінський (Harpactes ardens) — вид трогоноподібних птахів родини трогонових (Trogonidae). Ендемік Філіппін.

## Опис
Довжина птаха становить 30 см. Як і більшість трогонів, філіпінський трогон має яскраве забарвлення. Виду притаманний статевий диморфізм. Обличчя і горло в самців чорні, тім'я має червонуватий відтінок. Спина коричнева, крила здебільшого чорні, хвіст темно-бордовий, знизу білий. Груди світло-рожеві, нижня частина грудей і живіт червоні. Самки мають набагато тьмяніше забарвлення; їх голова і спина коричневі, груди світло-коричневі, живіт охристий. І у самців, і у самиць дзьоб жовтий, восковиця зеленувата, гола шкіра навколо очей синя.

## Поширення і екологія
Філіпінський трогон є ендеміком Філіппін, мешкає на більшості островів, за винятком кількох західних. Він живе в тропічних вологих рівнинних і гірських лісах на висоті до 1670 м над рівнем моря. 

## Підвиди
Виділяють п'ять підвидів філіпінського трогона:
- H. a. ardens (Temminck, 1826) — острови Басілан, Дінагат і Мінданао
- H. a. luzoniensis Rand & Rabor, 1952 — острів Лусон (за виключенням північного сходу), острови Маріндук і Катандуанес
- H. a. minor Manuel, 1958 — острів Полілло
- H. a. linae Rand & Rabor, 1959 — острови Бохоль, Лейте і Самар
- H. a. herberti Parkes, 1970 — північний схід острова Лусон

## Поведінка
Харчується комахами. яких ловить на деревах. Гніздо будує в дуплах дерев на висоті 6 м над землею. В кладці 3 яйця.